# Paronychia monticola
Paronychia monticola là loài thực vật có hoa thuộc họ Cẩm chướng. Loài này được Cory mô tả khoa học đầu tiên năm 1944.